# 盖亚·文斯
盖亚·文斯（英語：Gaia Vince，1973或1974年—）是一名自由职业的英国环境记者、广播员和非小说类作家，为英国和澳大利亚公民，为《卫报》以及BBC在線的Smart Planet专栏撰稿，曾任《自然》（Nature）的新闻编辑和《新科學人》（New Scientist）的在线编辑。
其《人类世历险记：我们创造的星球之心之旅》（Anthropocene: A Journey to the Heart of the Planet We Made）赢获2015年英国皇家学会科学图书奖，成为第一位获得该奖项的女性。该书探讨了人類世，即人类活动对地球生态系统产生重大全球影响时所开始的时代。 2019年出版第二本书《超越：人类如何在火焰、语言、美和时间中进化》（Transcendence: How Humans Evolved Through Fire, Language, Beauty, and Time）。
2022年出版了第三本书《游牧世纪》（Nomad Century），书中指出未来几十年的全球变暖将导致数十亿人的迁移。文斯断言，如果政策得当，这种迁移有利于移民自身和接收他们的东道国。
Vince编写并展示了一部第四台连续剧《逃往哥斯达黎加》（Escape to Costa Rica）分为三部分，于2017年4月首播。该电影与她的搭档尼克·帕丁森（Nick Pattinson）和他们的两个年幼的孩子拍摄于哥斯达黎加，探讨了该国的环境倡议、可再生能源和可持续发展。 
文斯有时主持BBC廣播四台节目《科学之中》。